# 152188 Morricone
152188 Morricone è un asteroide della fascia principale. Scoperto nel 2005, presenta un'orbita caratterizzata da un semiasse maggiore pari a 2,5586911 UA e da un'eccentricità di 0,1799489, inclinata di 14,78822° rispetto all'eclittica.
L'asteroide è dedicato al compositore italiano Ennio Morricone.